# Afrikansk fiskuggla
Afrikansk fiskuggla (Scotopelia peli) är en fågel i familjen ugglor inom ordningen ugglefåglar. Den förekommer lokalt i skogar med vattendrag i Afrika söder om Sahara.

## Utseende och läte
Afrikansk fiskuggla är en jättelik (51–61 cm) uggla med runt huvud. Fjäderdräkten är roströd täckt av sotfärgade band, fläckar och pilspetsar. Liknande rödbrun fiskuggla är mindre och ljusare, utan teckningar på undersidan, medan strimmig fiskuggla är kraftigt streckad på övre delen av bröstet och näbben är ljusgul, ej svart. Lätet är ett mörkt och lågt mislurslikt ”Ooom". Även serier av stönande ljud kan höras. Från ungfåglarna hörs ett spöklikt skriande ”wheeeuuu".

## Utbredning och systematik
Fågeln förekommer lokalt i skogar med vattendrag i Afrika södra om Sahara, närmare bestämt från Senegal och Gambia österut till Benin samt från Nigeria söderut genom Kongobäckenet och Centralafrika till Botswana, Moçambique och östra Sydafrika. Den förekommer även i sydöstra Sudan, norra Sydsudan, Etiopien, södra Somalia, Kenya och Tanzania. Dess status i södra Mali, Burkina Faso och södra Niger är oklar.
Fågeln behandlas som monotypisk, det vill säga att den inte delas in i några underarter.

## Levnadssätt
Afrikansk fiskuggla är en rätt skygg fågel som hittas i skogar med vattendrag. Dagtid gömmer den sig i stora träd utmed permanenta vattendrag och skogsträsk. Som namnet avslöjar lever den mestadels av fisk, men även groddjur, krabbor och sötvattensmusslor. Vid ett tillfälle har den noterats ta en 55 cm lång krokodilunge.

## Status och hot
Arten har ett stort utbredningsområde, men tros minska i antal, dock inte tillräckligt kraftigt för att den ska betraktas som hotad. Internationella naturvårdsunionen IUCN listar arten som livskraftig (LC).

## Namn
Fågelns vetenskapliga artnamn hedrar Hendrik Severinus Pel (1818–1876), guvernör över Nederländska Guldkusten 1840–1850, men också zoologist och taxidermist.